# Amblystomus algirinus
Amblystomus algirinus é uma espécie de insetos coleópteros pertencente à família Carabidae.
A autoridade científica da espécie é Reitter, tendo sido descrita no ano de 1887.
Trata-se de uma espécie presente no território português.